# Lurtz
Lurtz a J.R.R. Tolkien A Gyűrűk Ura című művén alapuló Peter Jackson által rendezett azonos című filmtrilógia szereplője, Lawrence Makoare alakítja. Az első részben, A Gyűrű Szövetsége című filmben szerepel. A regényben nem jelenik meg.

## Cselekmény
|  | Alább A Gyűrűk Ura cselekményének részletei következnek! |

Lurtz egy Uruk-hai ork, Szarumán hadainak parancsnoka. Ő az Uruk-hai orkok egyik első példánya, a harmadkor 3019. évében született. Ugyanebben az évben ő vezeti az orkokat a Gyűrű Szövetsége után folytatott vadászatban. Szarumán meg akarja szerezni az Egy Gyűrűt, ezért azt a feladatot adja neki, hogy fogja el a félszerzeteket, a többieket pedig ölje meg. Amon Hennél támadják meg a Gyűrű Szövetségét, három nyílvesszővel lelövi Boromirt, aki ennek ellenére nem hal meg azonnal. Amikor a harmadik nyílvessző leteríti, az ork egy negyediket készítve akar végezni vele, de Aragorn az utolsó pillanatban odaér, és kard-párviadalban megöli az orkot.
|  | Itt a vége a cselekmény részletezésének! |